# Montée des Accoules
Die montée des Accoules ist eine Straße im 2. Arrondissement von Marseille. Sie führt in West-Ost-Richtung vom place de Lenche bis zum place Daviel, wo sie von den Treppen einen guten Ausblick auf den Glockenturm der Notre-Dame-des-Accoules bietet. Bei Malern ist sie vor allem als Zeichenmotiv bekannt.

## Geschichte
Früher hieß die Straße „montée de l’observatoire“. 1702 beschloss der Jesuitenvater Antoine Laval in einem Gebäude namens maison de Sainte Croix, auf dem höchsten Punkt der Straße, ein Observatorium einzurichten. Schon einige Jahre zuvor wünschte sich der Astronom Pierre Gassendi ein Observatorium in Marseille.
In dem ab 1729 von Esprit Pezenas geleiteten maison de Sainte Croix wurden daneben orientalische Sprachen gelehrt, weshalb das Haus auch den Namen collège des quatre langues trug. Nach dem Auszug der Jesuiten übernahm Guillaume de Saint-Jacques de Silvabelle die Leitung in der nun zur königlichen Marine gehörenden Einrichtung.